# Richie Stotts
Richard Eugene Stotts (mais conhecido como Richie Stotts) foi um dos primeiros guitarristas do grupo punk rock/metal: Plasmatics.
Após deixar o Plasmatics, em 1984, Richie iniciou uma carreira solo com sua banda King Flux e se graduou em geologia. Richie fez uma breve aparência no filme "9½ Weeks", com Kim Basinger.

## Curiosidade
- Richie Stotts ajudou Dee Dee Ramone (baixista da banda Ramones) a escrever a música "Punishment Fits The Crime" para um álbum da banda. A música acabou sendo gravada pelos Ramones e aparece no álbum "Brain Drain", de 1989.

## Discografia com o Plasmatics

### Álbuns de Estúdio
- "New Hope for the Wretched" (1980) - Stiff Records
- "Beyond the Valley of 1984" (1981) - Stiff Records
- "Coup d'Etat" (1982)
- "Maggots: The Record" (1986)
- "Coup de Grace" (2000)

### EPs
- "Meet the Plasmatics" (12" EP, 1979)
- "Butcher Baby EP" (12" EP, 1980)
- "Metal Priestess" (12" EP, 1981)

### Singles
- "Butcher Baby/ Fast Food Service (Ao vivo)/ Concrete Shoes (Ao vivo)" (7" single, 1978)
- "Dream Lover/ Corruption/ Want You Baby" (7" single, 1979)
- "Butcher Baby/ Tight Black Pants (Ao vivo)" (7" single, 1980)
- "Monkey Suit/ Squirm (Ao vivo)" (7" single, 1980)